# Thomas-Morse MB-2
Thomas-Morse MB-2 − prototypowy amerykański samolot myśliwski zaprojektowany i zbudowany na zamówienie United States Army Air Service (poprzednika dzisiejszego United States Air Force) w 1918. Był to jeden z pierwszych samolotów myśliwskich zbudowanych w Stanach Zjednoczonych i drugi myśliwiec po MB-1 zaprojektowany w zakładach Thomas-Morse Aircraft. Powstały dwa egzemplarze tego samolotu. Z powodu niezadowalających osiągów i problemów konstrukcyjnych nie wszedł do produkcji seryjnej.

## Tło historyczne
W momencie wejście Stanów Zjednoczonych do I wojny światowej 6 kwietnia 1916 ówczesna Armia Amerykańska (Siły Powietrzne Stanów Zjednoczonych jako osobny i niezależny rodzaj sił zbrojnych powstały dopiero po II wojnie światowej) nie miała na stanie żadnego samolotu myśliwskiego, w czasie wojny amerykańskie dywizjony wyposażone były w samoloty francuskie i brytyjskie. 1 maja 1916 dowództwo Armii wystosowało zamówienie na „samolot dostosowany do walki i pościgu za wrogimi samolotami”. Samolot miał być uzbrojony w dwa karabiny maszynowe, a napęd miał stanowić silnik o mocy 100-150 koni mechanicznych. Ówczesna amerykańska doktryna bojowa w użyciu lotnictwa była pod bardzo silnym francuskim wpływem na co wskazywał fakt, że wymagane osiągi samolotu były podane w systemie metrycznym, a nie w używanych do tej pory w Stanach Zjednoczonych jednostkach imperialnych. W odpowiedzi na zamówienie Armii powstało kilka projektów i prototypów wybudowanych w różnych firmach, ale do końca wojny nie udało się rozpocząć produkcji żadnego rodzimego amerykańskiego myśliwca. W późniejszym czasie zamówiono także szereg dwumiejscowych konstrukcji napędzanych silnikiem rzędowym Liberty L-12 o znacznie większej mocy, powstał wówczas między innymi Thomas-Morse MB-1 uważany za pierwszym myśliwiec zaprojektowany i zbudowany w Stanach Zjednoczonych oraz drugi myśliwiec Thomasa-Morse'a - MB-2.

## Historia
Prace nad samolot rozpoczęto jeszcze w trakcie budowania MB-1. Armia zamówiła dwa egzemplarze nowego samolotu (numery seryjne 25805 i 25806). Pierwszy samolot został dostarczony do bazy McCook Field około października 1918 i został oblatany w listopadzie.
Początkowo skrzydła samolotu miały po jednym rzędzie rozpórek (konfiguracja jednokomorowa).  Konstrukcja zarówno skrzydeł, jak i kadłuba była niezwykle lekka (podobnie jak w przypadku poprzedniego MB-1) i w czasie testów okazała się niewystarczająco wytrzymała. Drugi samolot (według niektórych źródeł był to przebudowany pierwszy prototyp) miał już mocniejszą konstrukcję i skrzydła w konfiguracji dwukomorowej.
W późniejszym czasie drugi prototyp (lub przebudowany pierwszy prototyp) został wyposażony w silnik o większej mocy (450 KM) i szerokie czteropłatowe śmigło, ale i te zmiany nie poprawiły niewystarczających osiągów samolotu i nie wszedł on do produkcji seryjnej.
Pomimo niepowodzeń dwóch pierwszych konstrukcji w 1919 w zakładach Thomas-Morse zaprojektowany kolejny myśliwiec znany jako Thomas-Morse MB-3, który okazał się konstrukcją udaną i w latach 1922-1925 był on standardowym myśliwcem Armii.

## Konstrukcja
Thomas-Morse MB-2 był jednosilnikowym, dwumiejscowym dwupłatowcem o równej rozpiętości skrzydeł i klasycznej konstrukcji kadłuba z niechowanym podwoziem głównym i płozą ogonową.
Konstrukcja samolotu była w całości drewniana i kryta płótnem. W pierwszej wersji samolotu skrzydła miały konfigurację jednokomorową, górne skrzydło miało dwa dźwigary, dolne skrzydło - trzy.
Samolot napędzany był eksperymentalną wersją silnika rzędowego typu Liberty L-12C o mocy 400 KM ze skrzynią biegów zmniejszającą obroty śmigła i śmigłem o dużej średnicy i stałym skoku. Chłodnice silnika znajdowały się po obydwu stronach kadłuba.
Samolot mierzył 7,31 m długości i 2,43 m wysokości, rozpiętość skrzydeł wynosiła 9,44 m, a ich powierzchnia 30 m². Masa własna wynosiła 929 kg, masa startowa - 1258 kg.
MB-2 miał być uzbrojony w trzy karabiny maszynowe - dwa nieruchome, strzelające do przodu i zsynchronizowane ze śmigłem (jeden kalibru 12,7 mm i jeden 7,62 mm) i jeden ruchomy kalibru 7,62 mm obsługiwany przez obserwatora/strzelca w tylnej kabinie (inne źródło podaje uzbrojenie jako cztery karabiny maszynowe - dwa typu Lewis i dwa typu Marlin).
Osiągi samolotu nie zachowały się lub nie zostały zapisane.